# Robert Wickens
Robert Tyler Wickens (Toronto, Canadá; 13 de marzo de 1989) es un piloto de automovilismo canadiense. Su mayor logro ha sido proclamarse campeón de la Fórmula Renault 3.5 en 2011, tras ser subcampeón en GP3 Series y en Fórmula 3 Euroseries. En 2011 fue piloto reserva del equipo Virgin Racing de Fórmula 1. Desde 2012 hasta 2017 compitió en el Deutsche Tourenwagen Masters con Mercedes-Benz, logrando el cuarto puesto en la temporada 2016 y el quinto puesto en 2013. En 2018 se incorporó al equipo de Sam Schmidt de IndyCar Series.

## Trayectoria

### Karting
Wickens empezó su carrera en el karting en el 2001 con sus victorias en la clásica Junior Heavy Marigold Fall y la Junior Lite Iron Man Enduro. Fue campeón del campeonato de Karting Sunoco Ron Fellows en 2002, 2003 y 2005 en varias categorías. También consiguió una victoria en la Fórmula Junior Nacional ASN de Canadá.

### Fórmula BMW
En 2005, cuando tenía 16 años, Wickens empezó su carrera en los monoplazas. Gracias al Carnet de la escuela Junior de la BMW, ha participado en la Fórmula BMW USA para la escudería Apex Racing USA. Él consiguió 5 podiums y 2 victorias. También participó en la Fórmula BMW World Final, donde finalizó sexto.
Permaneció en la serie en 2006 para el mismo equipo, pero, después de algunas carreras cambió al Eurointernational para convertirse en piloto del Red Bull Junior Team. El canadiense acumuló tres victorias, siete podios y ganó el campeonato. Además de repetir en la Fórmula BMW World Final, Wickens fue piloto invitado en el circuito de Nürburgring ronda Fórmula BMW ADAC, que acompañaba al Gran Premio de Europa de Fórmula 1. Después de tres meses, apareció de nuevo en Nürburgring de competir en la Eurocopa de Fórmula Renault 2.0 para Motopark Academy.

### Fórmula Atlantic
Wickens condujo para el Red Bull Junior Team en Houston durante la temporada 2007 de Fórmula Atlantic.
En 2007, Wickens volvió a la Fórmula Atlantic con Forsythe Racing. Consiguió una victoria y tres podios otro y fue tercero en el campeonato, por detrás de Raphael Matos y Franck Perera.

### Fórmula Renault 3.5 Series
Después de cuatro carreras en el final de la temporada 2007, Wickens subió a la Fórmula Renault 3.5 Series de la temporada 2008, con Carlin Motorsport. Consiguió una victoria en Silverstone, y terminó la temporada en la duodécima posición con 55 puntos.

### Fórmula 3 Euroseries
Aparte de la participación en la Fórmula Renault 3.5, en 2008 Wickens compitió en la Fórmula 3 Euroseries con Signature-Plus, faltando en Hockenheim, Mugello y rondas de Brands Hatch. Sus mejores resultados llegaron en las carreras de la lluvia y el segundo en Norisring circuito Bugatti, donde ganó la carrera. En ambas ocasiones, debido a que se disputó la mitad de lo previsto, la mitad de puntos fueron concedidos. Continuó su participación en 2009, pero cambió a Kolles & Heinz Unión e impugnada sólo en Hockenheim y rondas de Dijon, sin anotar un punto.

### Fórmula 2
Wickens fue el único piloto de América del Norte en el renovado Campeonato FIA de Fórmula 2 para la temporada 2009, que conducía el auto número 12. dominó la carrera inaugural de la serie, liderando cada vuelta desde la pole position para convertirse en el primer piloto desde Philippe Streiff en septiembre de 1984 para ganar una carrera internacional de Fórmula 2. Repitió que en la segunda carrera, para liderar el campeonato. Sin embargo, esas fueron sus dos únicas victorias de la temporada, mientras luchaba con una fiabilidad más adelante en la temporada. A pesar de cinco abandonos, Wickens terminó como el segundo finalista en el campeonato, aunque 51 puntos por detrás del campeón de Andy Soucek.

### GP3 Series
En 2010, Wickens corre en la GP3 Series con Status Grand Prix. Después de un tercer lugar en la clasificación de Montmeló, después de una buena salida y el abandono en la primera vuelta de Nigel Melker terminó primero en la primera carrera. En la segunda carrera empezó séptimo y finalizó cuarto.

### Fórmula Renault 3.5
En 2011, en la que era su tercera participación en la categoría, el piloto canadiense se proclama campeón de la Fórmula Renault 3.5, tras sumar 5 victorias y un total 241 puntos con el equipo Carlin. Superó a su compañero Jean-Éric Vergne en la última carrera.

### DTM

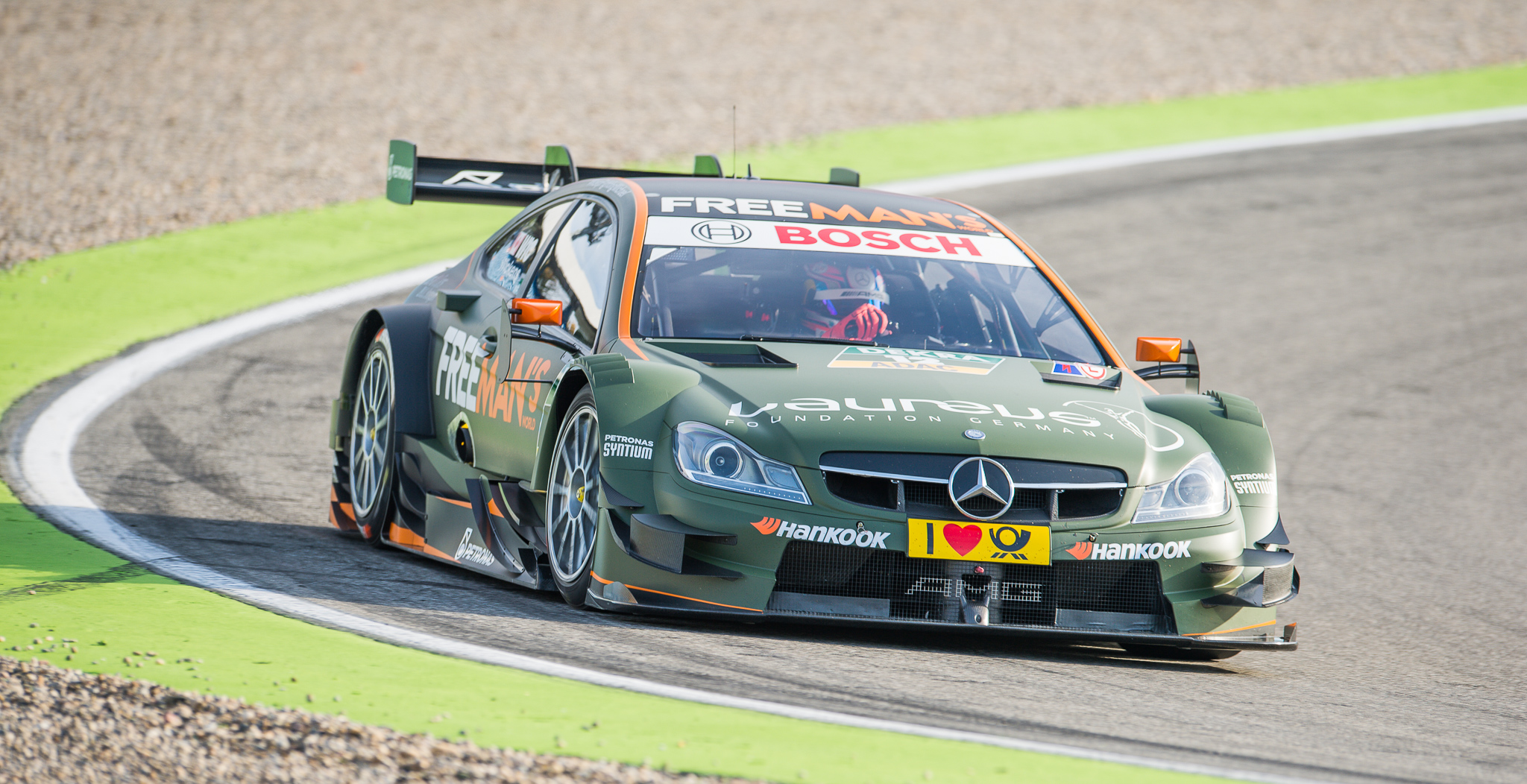
Wickens compitiendo en DTM.

Wickens comenzó a disputar el Deutsche Tourenwagen Masters en 2012. Al volante de un Mercedes-Benz Clase C del equipo Mücke, obtuvo dos séptimos puestos y un noveno, quedando así 16.º en el campeonato. En 2013 pasó al equipo HWA. Triunfó en Nürburgring y logró un segundo puesto, un tercero y un cuarto. Así, se ubicó quinto en la tabla de puntos.
El canadiense logró un triunfó y un quinto lugar en 2014, por lo que acabó 12.º en el campeonato. En 2015 logró una victoria y un segundo lugar para terminar 13.º en el campeonato. Al año siguiente, terminó cuarto en el campeonato con dos victorias, un segundo puesto, dos terceros y un quinto.

### IndyCar Series y accidente en Pocono
Wickens participó de las prácticas de la fecha de Road America de la IndyCar Series con el equipo Schmidt Peterson Motorsports, en sustitución de Mijaíl Aleshin que estaba demorado por trámites de aduana.
El piloto firmó con Schmidt Peterson para disputar la temporada 2018 de la IndyCar. En su debut en San Petersburgo, Wickens lideró gran parte de la carrera y estuvo de cerca de ganar la carrera, hasta que en el último reinicio, Alexander Rossi intento pasar al canadiense pero lo chocó. De esta forma Wickens terminó 18.º. Al llegar a la 13.ª fecha del campeonato logró un segundo lugar, dos terceros, un cuarto y dos quintos, para estar ubicado sexto en el campeonato. 
En la siguiente fecha en Pocono, Wickens sufrió un grave accidente, se tocó con Ryan Hunter-Reay y después el monoplaza del canadiense tomó vuelo y se estrelló contra la malla de seguridad. Sufrió fracturas en tibia y peroné de ambas piernas, en sus dos manos, antebrazo derecho, un codo, cuatro costillas,  y en la columna torácica asociada con una lesión en la médula espinal.
En octubre, el canadiense anunció que estaba resultó parapléjico del accidente. Paralizado desde el pecho hacia abajo. Al mes siguiente, publicó un video en sus redes sociales dando sus primeros pasos con ayuda de una máquina.
En julio de 2019, condujo un coche con controles manuales durante una exhibición previa a la carrera de IndyCar en Toronto. Durante el receso por la pandemia de COVID-19, participó en carreras virtuales.

### Vuelta a la competición
En mayo de 2021, condujo por primera vez un vehículo de carreras luego del accidente. Manejó un Hyundai Veloster N TCR del equipo Bryan Herta Autosport con controles manuales. Al año siguiente, volvió a las carreras para disputar la temporada de Michelin Pilot Challenge (clase TCR) junto a su compatriota Mark Wilkins. Lograron dos victorias en la clase.

## Vida personal
Wickens contrajo matrimonio en octubre de 2019 con Karli Woods. En julio de 2022 nació su primer hijo.

## Resumen de carrera
| Temporada | Categoría                               | Equipo                                    | Carreras          | Victorias         | Poles             | VR                | Podios            | Puntos            | Pos.              |
| --------- | --------------------------------------- | ----------------------------------------- | ----------------- | ----------------- | ----------------- | ----------------- | ----------------- | ----------------- | ----------------- |
| 2005      | Fórmula BMW USA                         | Team Apex Racing USA                      | 14                | 2                 | 1                 | 2                 | 5                 | 122               | 3.º               |
| 2005      | Fórmula BMW World Final                 | Team Autotecnica                          | 1                 | 0                 | 0                 | 0                 | 0                 | N/A               | 6.º               |
| 2006      | Fórmula BMW USA                         | EuroInternational Team Apex Racing USA    | 14                | 3                 | 3                 | 3                 | 7                 | 149               | 1.º               |
| 2006      | Fórmula BMW ADAC                        | ADAC Berlin-Brandenburg                   | 2                 | 0                 | 0                 | 0                 | 0                 | N/A               | NC†               |
| 2006      | Eurocopa Fórmula Renault 2.0            | Motopark Academy                          | 2                 | 0                 | 0                 | 0                 | 0                 | N/A               | NC†               |
| 2006      | Fórmula BMW World Final                 | EuroInternational                         | 1                 | 0                 | 0                 | 0                 | 0                 | N/A               | 8.º               |
| 2007      | Fórmula Atlantic                        | Red Bull/Team Forsythe                    | 12                | 1                 | 1                 | 2                 | 4                 | 255               | 3.º               |
| 2007      | Fórmula Renault 3.5 Series              | Carlin Motorsport                         | 4                 | 0                 | 0                 | 0                 | 0                 | 6                 | 25.º              |
| 2007-08   | A1 Grand Prix                           | A1 Team Canadá                            | 14                | 1                 | 2                 | 1                 | 4                 | 75                | 9.º               |
| 2008      | Fórmula Renault 3.5 Series              | Carlin Motorsport                         | 17                | 1                 | 1                 | 3                 | 4                 | 55                | 12.º              |
| 2008      | Fórmula 3 Euroseries                    | Signature-Plus                            | 14                | 1                 | 0                 | 0                 | 2                 | 10.5              | 15.º              |
| 2009      | Campeonato de Fórmula Dos de la FIA     | Motorsport Vision                         | 16                | 2                 | 5                 | 3                 | 6                 | 64                | 2.º               |
| 2009      | Fórmula 3 Euroseries                    | Kolles & Heinz Union                      | 4                 | 0                 | 0                 | 0                 | 0                 | 0                 | NC                |
| 2009      | Fórmula 3 Británica                     | Carlin Motorsport                         | 2                 | 0                 | 0                 | 0                 | 1                 | 12                | 16.º              |
| 2009      | Atlantic Pro Racing Series              | Genoa Racing                              | 1                 | 0                 | 0                 | 0                 | 0                 | 12                | 14.º              |
| 2010      | GP3 Series                              | Status Grand Prix                         | 5                 | 0                 | 0                 | 0                 | 2                 | 19                | 2.º               |
| 2011      | Formula Renault 3.5 Series              | Carlin Motorsport                         | 17                | 5                 | 7                 | 4                 | 10                | 241               | 1.º               |
| 2011      | Fórmula 1                               | Marussia Virgin Racing                    | Piloto de pruebas | Piloto de pruebas | Piloto de pruebas | Piloto de pruebas | Piloto de pruebas | Piloto de pruebas | Piloto de pruebas |
| 2012      | Deutsche Tourenwagen Masters            | Mücke Motorsport                          | 10                | 0                 | 0                 | 0                 | 0                 | 14                | 16.º              |
| 2013      | Deutsche Tourenwagen Masters            | HWA Team                                  | 10                | 1                 | 1                 | 0                 | 3                 | 70                | 5.º               |
| 2014      | Deutsche Tourenwagen Masters            | HWA Team                                  | 10                | 1                 | 2                 | 0                 | 1                 | 41                | 12.º              |
| 2015      | Deutsche Tourenwagen Masters            | HWA AG                                    | 18                | 1                 | 0                 | 1                 | 2                 | 61                | 13.º              |
| 2016      | Deutsche Tourenwagen Masters            | Mercedes-Benz DTM Team HWA I              | 18                | 2                 | 1                 | 3                 | 5                 | 124               | 4.º               |
| 2017      | Deutsche Tourenwagen Masters            | Mercedes-AMG Motorsport Mercedes Me       | 18                | 1                 | 1                 | 1                 | 4                 | 119               | 9.º               |
| 2017      | WeatherTech SportsCar Championship - PC | Starworks Motorsport                      | 1                 | 0                 | 0                 | 0                 | 0                 | 26                | 23.º              |
| 2018      | IndyCar Series                          | Schmidt Peterson Motorsports              | 14                | 0                 | 1                 | 0                 | 4                 | 391               | 11.º              |
| 2022      | Michelin Pilot Challenge - TCR          | Bryan Herta Autosport with Curb-Agajanian | 10                | 2                 | 1                 | 1                 | 3                 | 2500              | 6.º               |
| 2023      | Michelin Pilot Challenge - TCR          | Bryan Herta Autosport with Curb-Agajanian | Disputándose      | Disputándose      | Disputándose      | Disputándose      | Disputándose      | Disputándose      | Disputándose      |
| Fuente:   |                                         |                                           |                   |                   |                   |                   |                   |                   |                   |

- † - Wickens fue un piloto invitado, y no fue apto para puntuar.

## Resultados

### GP3 Series
(Clave) (negrita indica pole position) (cursiva indica vuelta rápida puntuable)

| Año  | Escudería         | 1   | 1   | 2   | 2   | 3   | 3   | 4   | 4   | 5   | 5   | 6   | 6   | 7   | 7   | 8   | 8   | Pos. | Puntos | Ref.   |
| ---- | ----------------- | --- | --- | --- | --- | --- | --- | --- | --- | --- | --- | --- | --- | --- | --- | --- | --- | ---- | ------ | ------ |
| 2010 | Status Grand Prix | BAR | BAR | EST | EST | VAL | VAL | SIL | SIL | HOC | HOC | BUD | BUD | SPA | SPA | MNZ | MNZ | 2.º  | 71     | [ 21 ] |
| 2010 | Status Grand Prix | 2   | 4   | 11  | 21  | 2   | 16  | 9   | 5   | 1   | 5   | 4   | 2   | 1   | 11  | 2   | 1   | 2.º  | 71     | [ 21 ] |

### Fórmula 1
(Clave) (negrita indica pole position) (cursiva indica vuelta rápida)

| Año     | Escudería              | 1   | 2   | 3   | 4   | 5   | 6   | 7   | 8   | 9   | 10  | 11  | 12  | 13  | 14  | 15  | 16  | 17  | 18     | 19  | Pos. | Puntos |
| ------- | ---------------------- | --- | --- | --- | --- | --- | --- | --- | --- | --- | --- | --- | --- | --- | --- | --- | --- | --- | ------ | --- | ---- | ------ |
| 2011    | Marussia Virgin Racing | AUS | MYS | CHN | TUR | ESP | MON | CAN | EUR | GBR | GER | HUN | BEL | ITA | SIN | JPN | RCO | IND | ABU TD | BRA |      |        |
| Fuente: |                        |     |     |     |     |     |     |     |     |     |     |     |     |     |     |     |     |     |        |     |      |        |